# 特雷斯卡萨斯
特雷斯卡萨斯，是西班牙卡斯蒂利亚-莱昂塞戈维亚省的一个市镇。 总面积33平方公里，总人口448人（2001年），人口密度14人/平方公里。